# Уйвай
Уйвай — деревня в Дебёсском районе Удмуртской республики.

## География
Находится в восточной части Удмуртии на расстоянии приблизительно 13 км на юг-юго-восток по прямой от районного центра села Дебёссы.

## История
Известна с 1701 года как починок с 2 дворами, основана удмуртом из Большой Пурги. К 1710 году дворов стало 10, к 1727 — 18, в 1873 — 70, в 1893 — 96 (удмуртских 81 и русских 15), в 1905 — 64, в 1924 — 62. С 1905 по 1955 называлась Верхний Уйвай. До 2021 года являлась административным центром Уйвайского сельского поселения.

## Население
Постоянное население составляло 38 человек (1710 год), 288 (1764), 148 мужчин (1802), 618 (1873), 683 (1893), 469 (1905), 337 (1924, почти все удмурты), 383 человека в 2002 году (удмурты 94 %), 307 в 2012.